# DMRT3
DMRT3 (англ. Doublesex and mab-3 related transcription factor 3) – білок, який кодується однойменним геном, розташованим у людей на 9-й хромосомі. Довжина поліпептидного ланцюга білка становить 472 амінокислот, а молекулярна маса — 51 199.
| 10         |  | 20         |  | 30         |  | 40         |  | 50         |
| ---------- |  | ---------- |  | ---------- |  | ---------- |  | ---------- |
| MNGYGSPYLY |  | MGGPVSQPPR |  | APLQRTPKCA |  | RCRNHGVLSW |  | LKGHKRYCRF |
| KDCTCEKCIL |  | IIERQRVMAA |  | QVALRRQQAN |  | ESLESLIPDS |  | LRALPGPPPP |
| GDAVAAPQPP |  | PASQPSQPQP |  | PRPAAELAAA |  | AALRWTAEPQ |  | PGALQAQLAK |
| PDLTEERLGD |  | GKSADNTEVF |  | SDKDTDQRSS |  | PDVAKSKGCF |  | TPESPEIVSV |
| EEGGYAVQKN |  | GGNPESRPDS |  | PKCHAEQNHL |  | LIEGPSGTVS |  | LPFSLKANRP |
| PLEVLKKIFP |  | NQKPTVLELI |  | LKGCGGDLVS |  | AVEVLLSSRS |  | SVTGAERTSA |
| EPESLALPSN |  | GHIFEHTLSS |  | YPISSSKWSV |  | GSAFRVPDTL |  | RFSADSSNVV |
| PSPLAGPLQP |  | PFPQPPRYPL |  | MLRNTLARSQ |  | SSPFLPNDVT |  | LWNTMTLQQQ |
| YQLRSQYVSP |  | FPSNSTSVFR |  | SSPVLPARAT |  | EDPRISIPDD |  | GCPFVSKQSI |
| YTEDDYDERS |  | DSSDSRTLNT |  | SS         |  |            |  |            |

A: Аланін

C: Цистеїн

D: Аспарагінова кислота

E: Глутамінова кислота

F: Фенілаланін

G: Гліцин

H: Гістидин

I: Ізолейцин

K: Лізин

L: Лейцин

M: Метіонін

N: Аспарагін

P: Пролін

Q: Глутамін

R: Аргінін

S: Серин

T: Треонін

V: Валін

W: Триптофан

Кодований геном білок за функцією належить до білків розвитку. 
Задіяний у таких біологічних процесах, як транскрипція, регуляція транскрипції, диференціація клітин. 
Білок має сайт для зв'язування з іонами металів, іоном цинку, ДНК. 
Локалізований у ядрі.